# Cherry Wijdenbosch
Cherry Wijdenbosch (Jakarta, 28 juni 1951) is een Nederlands zangeres van Indonesische en Surinaamse afkomst.

## Braak
Wijdenbosch werd in 1978 benaderd door Simon Been om een beginnende band genaamd Braak, bestaande uit musici die voorheen Lenny Kuhr begeleid hadden, bij te staan met haar vocalen. Afwisselend zou Wijdenbosch songs met de band ten gehore brengen, dan weer zanger Hans Kosterman of Simon Been. Tot in het najaar van 1981 hield deze samenwerking stand, toen na een afmattende tournee om de LP "Suite voor een hypochonder" Been en Wijdenbosch besloten als duo Cherry verder te gaan.

## Cherry
Cherry behaalde diverse successen. Kenmerkend waren de zwoele jazzy stem van Wijdenbosch en de soms erotische, dan weer kritische teksten van Been. Een titelloze mini-LP viel op bij Frits Spits en "Vang me" werd Steunplaat en daarna een hit. Het daaropvolgende anti-racistische lied "Dame uit Suriname" werd een bescheiden hit.
De LP "Als je dat maar weet" en de single "Eén minuutje" (1984) waren een commerciële toegeving aan de platenmaatschappij; in feite wilden Been en Wijdenbosch maatschappijkritische muziek maken. Alhoewel ze in 1983 een Zilveren Harp van de Stichting Conamus wonnen stopten ze in 1985 beiden met het maken van muziek.

## Stef Bos
Stef Bos, een Nederlander die in Vlaanderen woont en werkt en populair is als troubadour, was fan geworden van Wijdenbosch en vatte in 1997 het plan op haar op te sporen om samen muziek te maken. Via Simon Been vond hij haar en gedrieën maakten ze een tournee door Nederland en Vlaanderen onder de titel "Twee stemmen, één piano". De LP, "Niet ik", volgde met de single "Ik geloof in jou".

## Opnieuw Braak, opnieuw muziek
In 2005 kwam Braak opnieuw bijeen voor enkele optredens, nadat het album "Suite voor een hypochonder" opnieuw was gemixt en als CD uitgebracht. In 2008 had Wijdenbosch samen met gitarist Matthijs Spek en Job Verweyen korte tijd een trio dat zich toelegde op Nederlandse versies van jaren 60 soul, swing en jazz.

## Politiek
Cherry Wijdenbosch dook op in de Utrechtse gemeentepolitiek, toen ze in 2006 op de lokale lijst "Luis In De Pels" van Kees van Oosten kandidaat stond. De lijst haalde echter geen zetels.

## Discografie

### Albums
(als Cherry)
- 1982 - Cherry[1](mini-LP[2])
- 1984 - Als je dat maar weet

(als Cherry Wijdenbosch)
- 1999 - Niet ik

### Singles
(als Cherry)
- 1982 - Jokken
- 1982 - Vang me
- 1983 - Dame uit Suriname
- 1984 - Eén minuutje
- 1984 - Weer bij jou
- 1987 - My second skin[3]

(als Cherry Wijdenbosch)
- 1999 - Dame uit Suriname (cd-single)

(als Cherry Wijdenbosch en Stef Bos)
- 1999 - Ik geloof in jou

### Hitlijsten
| Single met eventuele hitnotering(en) in de Nederlandse Top 40 | Datum van verschijnen | Datum van binnenkomst | Hoogste positie | Aantal weken | Opmerkingen                         |
| ------------------------------------------------------------- | --------------------- | --------------------- | --------------- | ------------ | ----------------------------------- |
| Vang Me                                                       | 1982                  | 25-12-1982            | 28              | 4            |                                     |
| Dame Uit Suriname                                             | 1983                  |                       | tip9            |              |                                     |
| My Second Skin                                                | 1987                  | 21-03-1987            | 28              | 4            | soundtrack van de film Blonde Dolly |